# جيف أوتيس
جيف أوتيس (بالإنجليزية: Jeff Otis)‏ هو لاعب كرة قدم أمريكية أمريكي، ولد في 30 يناير 1983 في سانت لويس في الولايات المتحدة.

## وصلات خارجية
- جيف أوتيس على موقع JustSportsStats.com (الإنجليزية)